# Sinoconodon
Sinoconodon ist einer der frühesten bekannten säugetierartigen Tiere (Mammaliaformes). Fossilien dieses Tieres, darunter ein vollständig erhaltener Schädel, wurden im südlichen China gefunden und auf ein Alter von rund 200 Millionen Jahren datiert.

## Merkmale
Sinoconodon zeigt in seinem Schädelbau Übergangsmerkmale zwischen den synapsiden Vorfahren der Säugetiere und den eigentlichen Säugern. Der Unterkiefer und der Bau des Ohres und des Kiefergelenkes ist bereits säugetierartig entwickelt, im Gegensatz zu diesen kam es aber noch zu einem mehrmaligen Zahnwechsel und zu einem lebenslangen Wachstum des Schädels, was reptilienhafte Merkmale sind. Auch hatte Sinoconodon nur eine Art von Backenzähnen und die Okklusion (das Ineinandergreifen der Zähne des Ober- und Unterkiefers) war noch nicht vollständig ausgeprägt.
Diese Tiere waren größer als vergleichbare frühe Säugetiere aus der gleichen Epoche, die maximale Schädellänge betrug 6 Zentimeter und das Gewicht dieser Tiere wird auf bis zu 500 Gramm geschätzt. Aufgrund des lebenslangen Wachstums variieren die Längen der gefundenen Schädel von 2 bis 6 Zentimetern. Vom restlichen Körper dieser Tiere ist bislang nichts bekannt.

## Systematik
Abgesehen von den spärlichen Funden von Adelobasileus cromptoni und den frühen Haramiyida ist Sinoconodon einer der frühesten bekannten Vertreter der Säugetiere. Wegen der Unterschiede zu den heutigen Vertretern dieser Gruppe werden Sinoconodon und andere frühe Formen manchmal als Mammaliaformes („Säugetierartige“) bezeichnet oder als Mammalia sensu lato (im weiteren Sinn) zusammengefasst. Weitgehend unbestritten ist, dass Sinoconodon und die heutigen Säuger eine monophyletische Gruppe bilden, wobei diese Gattung als Schwestertaxon der übrigen Vertreter dieser Gruppe bildet. Ob man sie bereits als Säugetier oder noch als Säugetiervorfahren bezeichnet, ist weitgehend Definitionsfrage.
Es wurden mehrere Arten von Sinoconodon beschrieben, darunter S. rigneyi, S. changchiawaensis, S. parringtoni und S. youngi, die möglicherweise nur verschiedene Wachstumsstadien derselben Art darstellen. Auch die Gattung Lufengoconodon dürfte nur ein Synonym von Sinoconodon sein.